# Settimo viaggio nel regno della fantasia
Settimo viaggio nel regno della fantasia è il settimo capitolo della collana di libri di Nel regno della fantasia.

## Trama
Uno stregone malvagio, rimasto prigioniero per mille anni, si è liberato e ora minaccia l'intero Regno della Fantasia: vuole impadronirsi di sette preziosi talismani, che danno un potere immenso a chi li possiede. Floridiana, la Regina delle Fate, chiede aiuto a Geronimo, nominandolo Cavaliere dei Sette Mari. Affrontando mille pericoli e insidie, Geronimo dovrà recuperare i talismani prima del perfido stregone e salvare il Regno della Fantasia.

## La saga
- Nel regno della fantasia
- Secondo viaggio nel regno della fantasia - Alla ricerca della felicità
- Terzo viaggio nel regno della fantasia
- Quarto viaggio nel regno della fantasia
- Quinto viaggio nel regno della fantasia
- Sesto viaggio nel regno della fantasia
- Settimo viaggio nel regno della fantasia
- Ottavo viaggio nel regno della fantasia